# Schacholympiade 1982

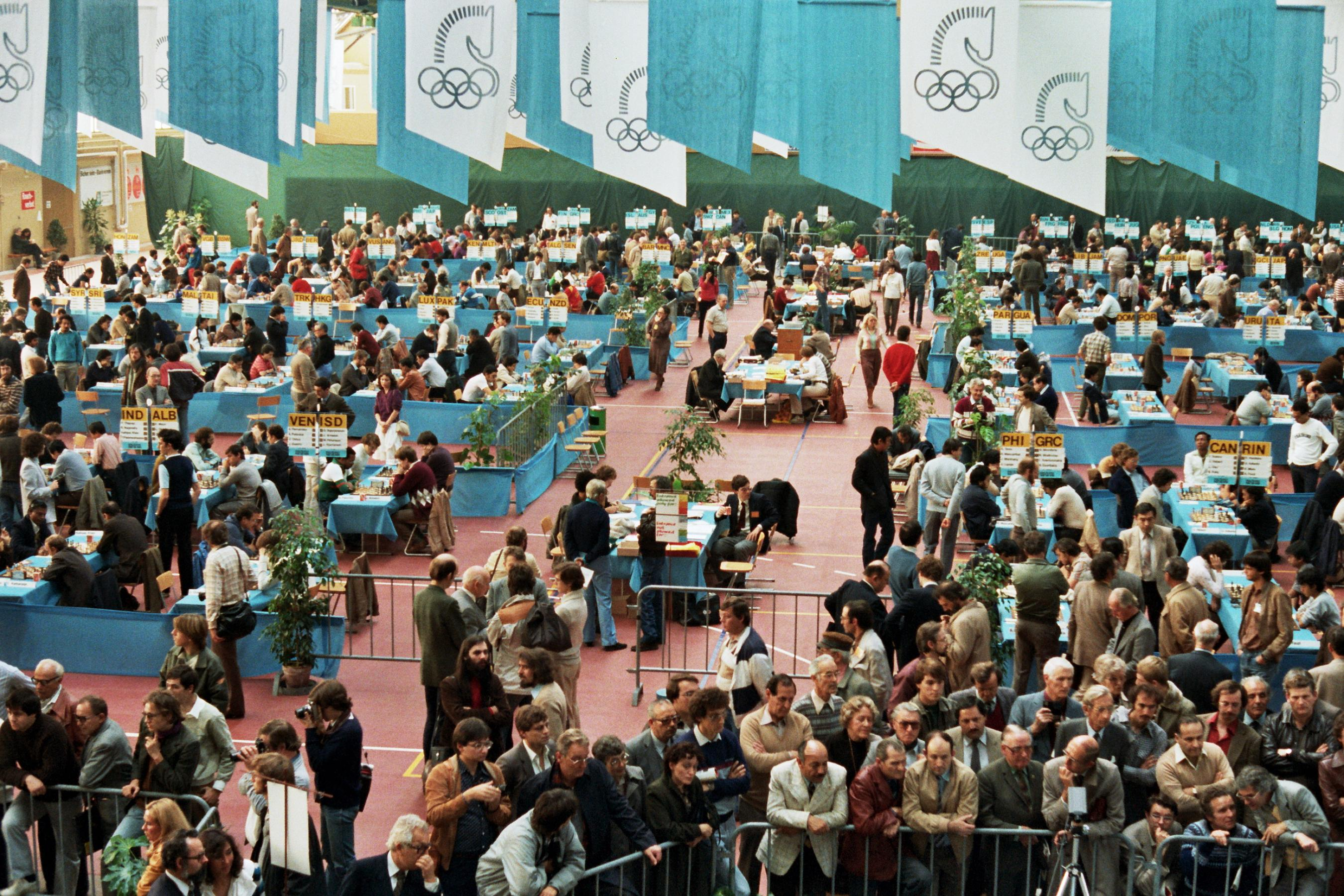
Turniersaal in Luzern, Schacholympiade 1982

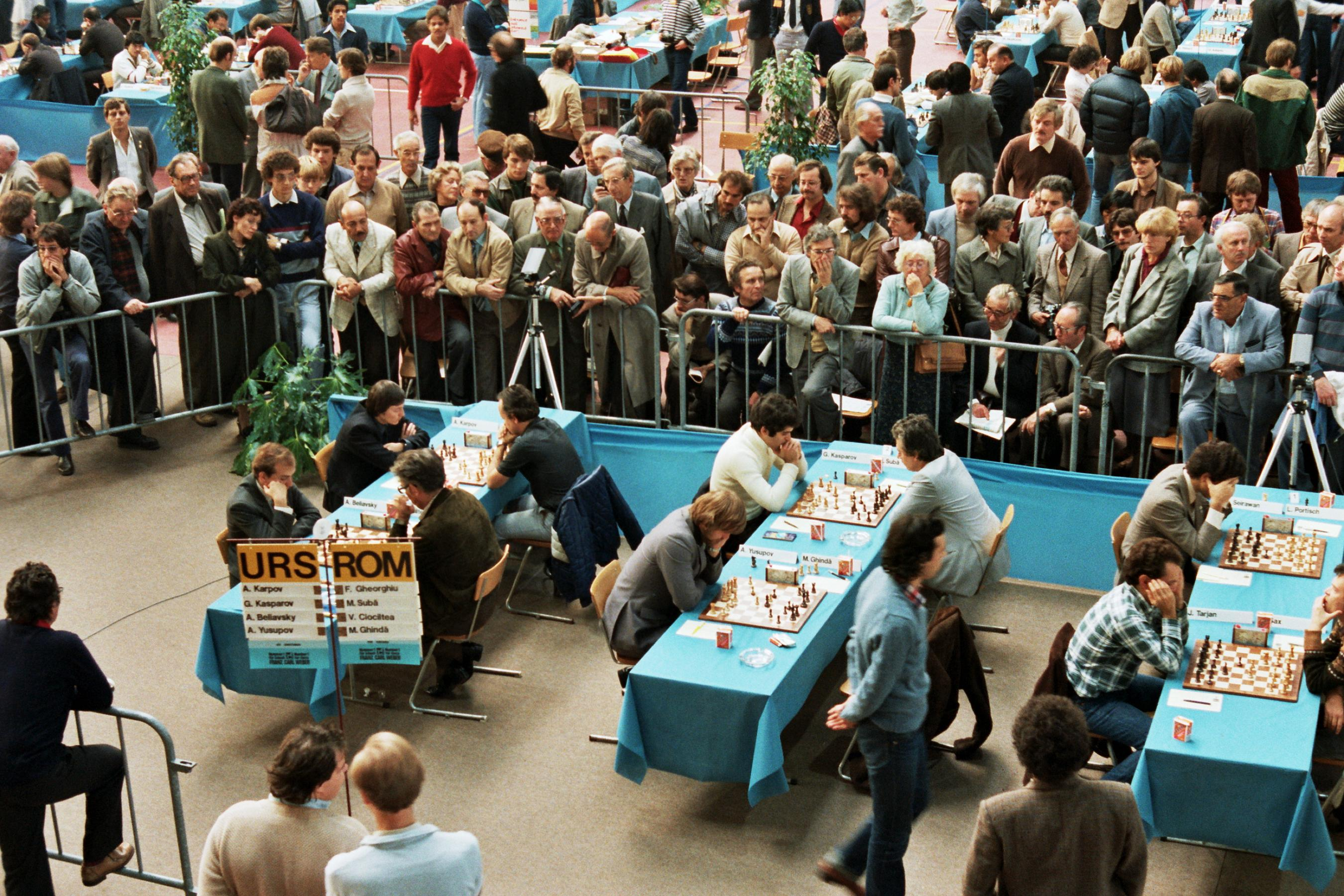
Zuschauer Sowjetunion – Rumänien, Schacholympiade 1982

Die 25. Schacholympiade 1982 war ein Schach-Mannschaftsturnier, das vom 29. Oktober bis 16. November 1982 in Luzern (Schweiz) ausgetragen wurde. Es war die 25. Schacholympiade der Männer und die 10. Schacholympiade der Frauen.

Im Teilnehmerfeld befanden sich mit Bahrain, Surinam, dem Senegal, Botswana und Sambia fünf Debütanten.

## Endstand des offenen Turniers

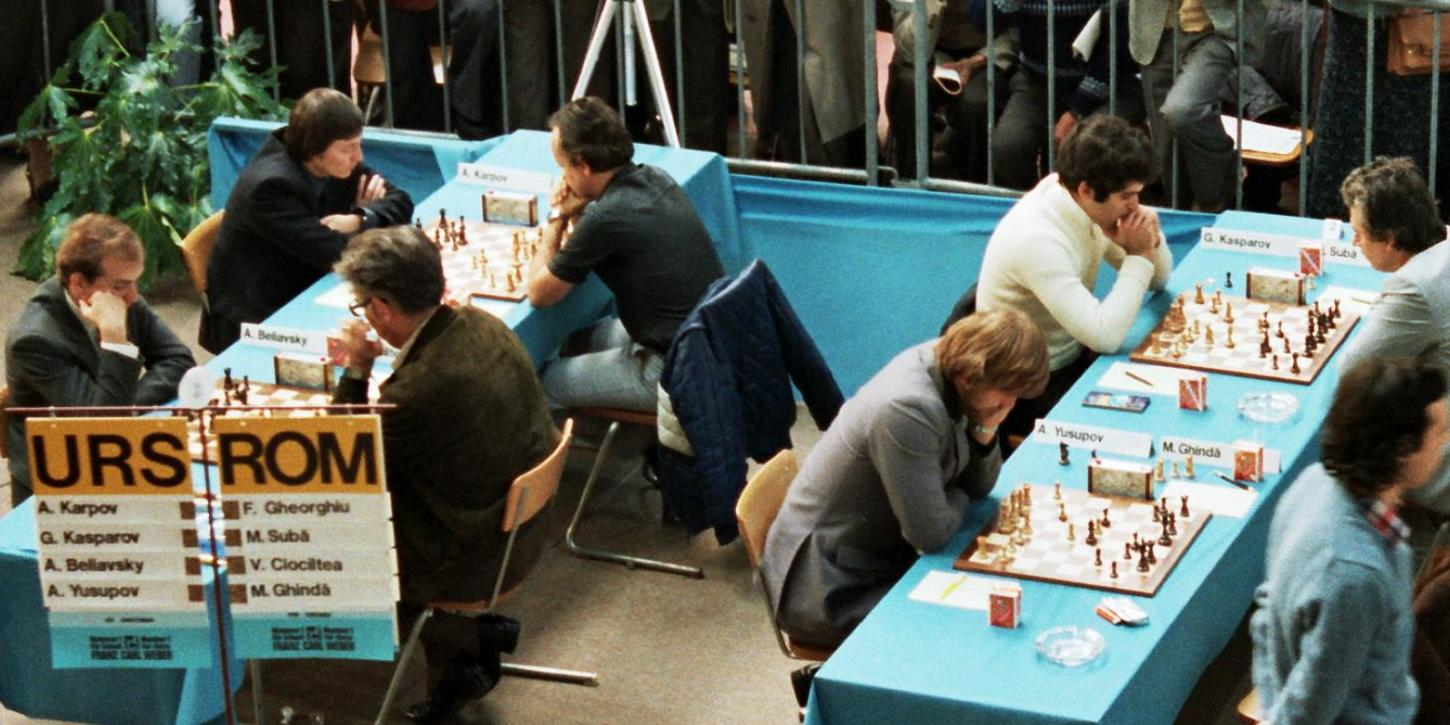
Sowjetunion – Rumänien, Schacholympiade 1982

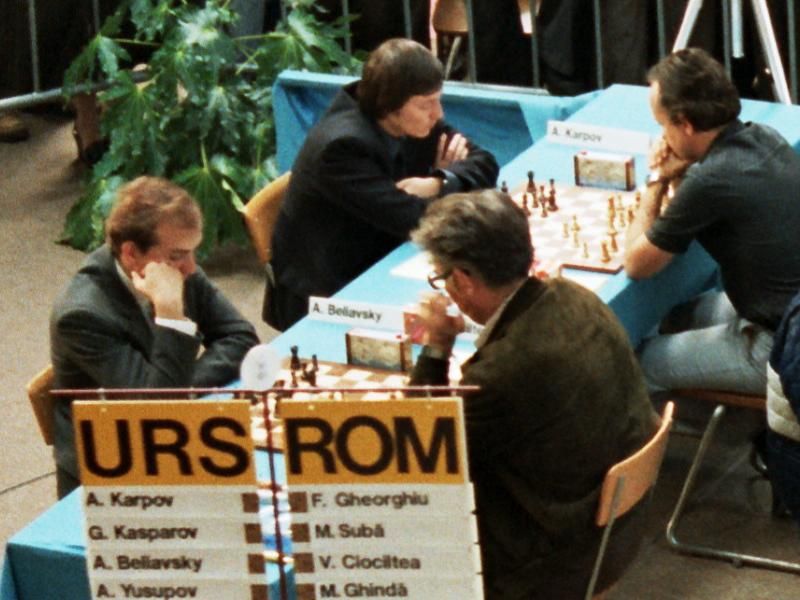
Alexander Beliavsky, Anatoli Karpow, Victor Ciocâltea und Florin Gheorghiu, Schacholympiade 1982 in Luzern

### Rangliste
| #  | Mannschaft         | Punkte |
| -- | ------------------ | ------ |
| 1  | Sowjetunion        | 42,5   |
| 2  | Tschechoslowakei   | 36     |
| 3  | Vereinigte Staaten | 35,5   |
| 4  | Jugoslawien        | 35     |
| 5  | Ungarn             | 33,5   |
| 6  | Bulgarien          | 33,5   |
| 7  | Polen              | 33     |
| 8  | Dänemark           | 32,5   |
| 9  | Kuba               | 32,5   |
| 10 | England            | 32     |
|    |                    |        |
| 14 | Österreich         | 32     |
| 15 | BR Deutschland     | 31,5   |
|    |                    |        |
| 26 | Schweiz            | 30     |
|    |                    |        |
| 50 | Belgien            | 27,5   |
|    |                    |        |
| 76 | Luxemburg          | 25     |
Insgesamt 93 Mannschaften

### Medaillen

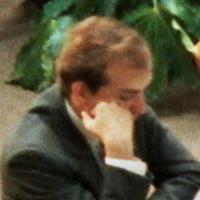
Alexander Beliavsky, Bronzemedaille

Brett 1
Gold: Franco Ocampos, Zenón
Silber: Girault, Eric
Bronze: Ljubojevic, Ljubomir
Brett 2
Gold: Mascariñas, Rico
Silber: Sargos, Patrick
Bronze: Kasparow, Garri; Jamieson, Robert Murray
Brett 3
Gold: Matamoros Franco, Carlos
Silber: Chaivichit, Suchart
Bronze: Hebert, Jean
Brett 4
Gold: Agdestein, Simen
Silber: Ye Jiangchuan
Bronze: Alexander Beliavsky; Huss, Andreas; Gavrilakis, Nikolaos
Reservebrett 1
Gold: Roos, Daniël
Silber: Tal, Mikhail
Bronze: Tarjan, James Edward
Reservebrett 2
Gold: Fancy, Stuart
Silber: Kavakul, Maijai
Bronze: Mungyereza, Amos

### Ergebnisse der Sowjetunion

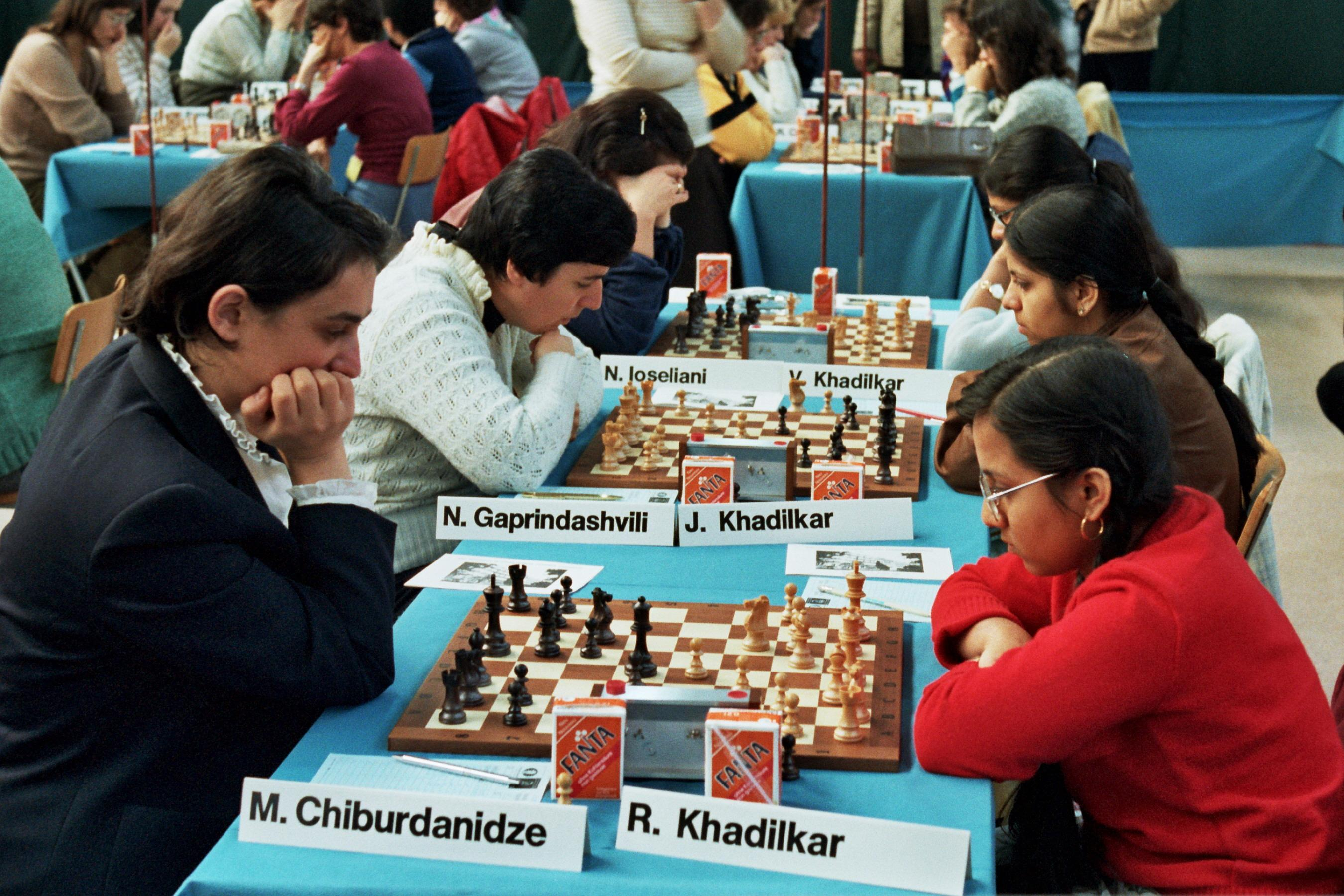
Sowjetunion – Indien, Schacholympiade 1982

Für den Olympiasieger Sowjetunion spielten Anatoli Karpow (6,5 Punkte aus 8 Partien), Garri Kasparow (8,5 aus 11, Bronzemedaille), Lev Polugajewski (6 aus 9), Alexander Beliavsky (7 aus 10, Bronzemedaille), Michail Tal (6,5 aus 8, Silbermedaille) und Artur Jussupow (8 aus 10). Zu den Mannschafts- und Einzelergebnissen der Olympiasieger siehe OlimpBase.

### Ergebnisse der Deutschen

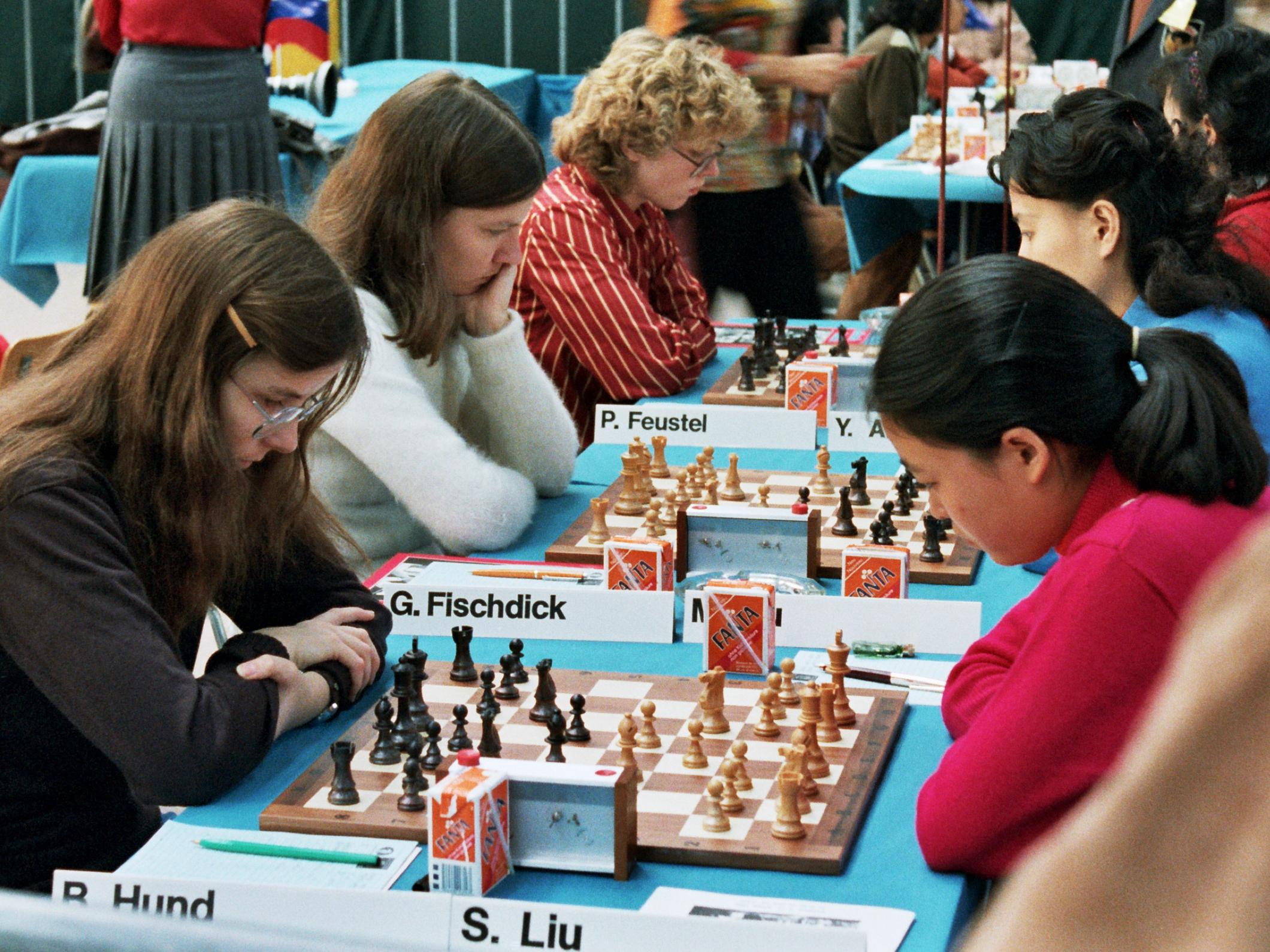
Deutschland – China, Schacholympiade 1982

Für Deutschland spielten Robert Hübner (7,5 Punkte aus 12 Partien), Wolfgang Unzicker (3,5 aus 9), Helmut Pfleger (4,5 aus 7), Eric Lobron (6 aus 10), Hans-Joachim Hecht (5,5 aus 10) und Stefan Kindermann (4,5 aus 8). Zu den Mannschafts- und Einzelergebnissen der Westdeutschen siehe OlimpBase.

## Endstand des Frauenturniers

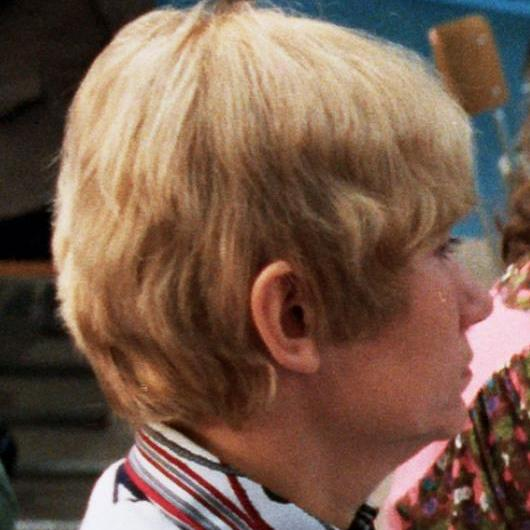
Zsuzsa Verőci-Petronic, Bronzemedaille Brett 1

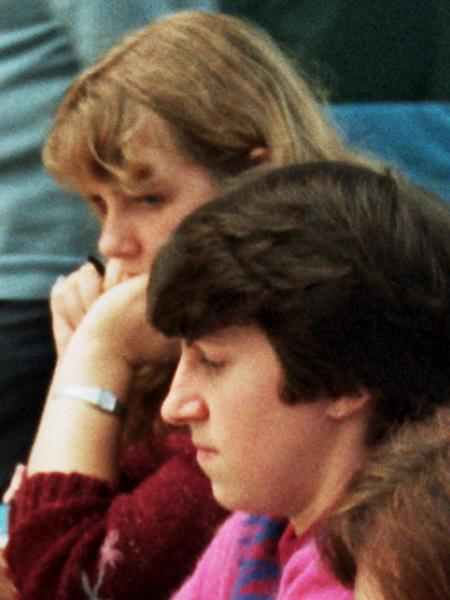
Teresa Needham und Sheila Jackson, Silbermedaille Brett 2

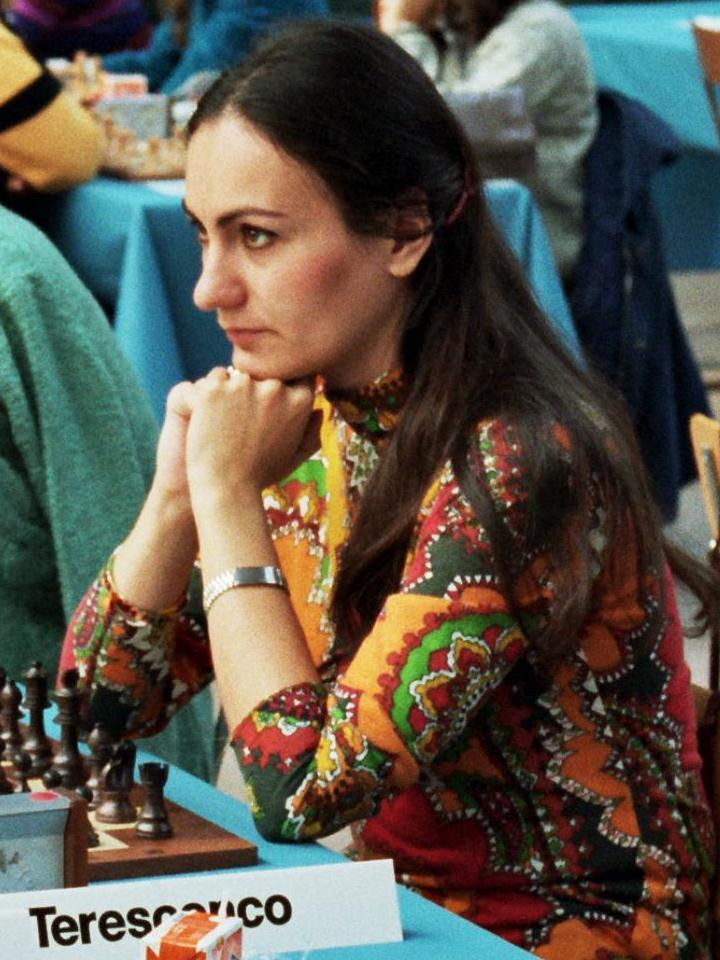
Daniela Nutu-Terescenko, Goldmedaille Brett 3

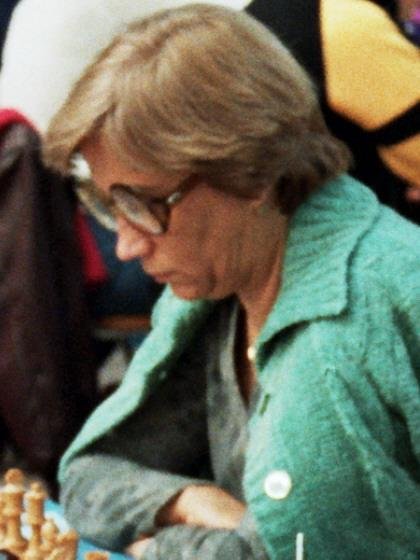
Elisabeta Polihroniade, Goldmedaille Reservebrett

### Rangliste
| #  | Mannschaft          | Punkte |
| -- | ------------------- | ------ |
| 1  | Sowjetunion         | 33     |
| 2  | Rumänien            | 30     |
| 3  | Ungarn              | 26     |
| 4  | Polen               | 25,5   |
| 5  | Volksrepublik China | 24,5   |
| 6  | BR Deutschland      | 24,5   |
| 7  | Schweden            | 24     |
| 8  | Niederlande         | 23,5   |
| 9  | Indien              | 23,5   |
| 10 | Spanien             | 23     |
|    |                     |        |
| 26 | Schweiz             | 21     |
|    |                     |        |
| 29 | Österreich          | 20,5   |
|    |                     |        |
| 34 | Belgien             | 20     |
Insgesamt 45 Mannschaften

### Medaillen
Brett 1
Gold: Pernici, Barbara
Silber: Cramling, Pia
Bronze: Tschiburdanidse, Maia; Verőci-Petronic, Zsuzsa; Shterenberg, Nava
Brett 2
Gold: Alexandria, Nana
Silber: Jackson, Sheila
Bronze: Pogorevici, Marina
Brett 3
Gold: Terescenco-Nutu, Daniela
Silber: Gaprindaschwili, Nona
Bronze: Belle Erika
Reservebrett
Gold: Polihroniade, Elisabeta
Silber: Leyva, Teresa
Bronze: Szmacinska, Grazyna

### Ergebnisse der Sowjetunion
Für den Olympiasieger der Frauen spielten Maia Tschiburdanidse (9 Punkte aus 12 Partien, Bronzemedaille), Nana Alexandria (7,5 aus 9, Goldmedaille), Nona Gaprindaschwili (11,5 aus 13, Silbermedaille) und Nana Iosseliani (5 aus 8). Zu den Mannschafts- und Einzelergebnissen der Sowjetunion siehe OlimpBase.

### Ergebnisse der Deutschen
Für Deutschland spielten Barbara Hund (7,5 Punkte aus 13 Partien), Gisela Fischdick (7 aus 12), Petra Feustel (7,5 aus 12) und Anni Laakmann (2,5 aus 5). Zu den Mannschafts- und Einzelergebnissen der Deutschen siehe OlimpBase.

## Wissenswertes
- Verständigungsprobleme hatte die Mongolin Ganginchugin Hulgana. Selbst ihre Mannschaftskameradinnen verstanden ihren Dialekt nicht. Die Verständigung erfolgte durch Handzeichen.
- In der 7. Runde musste Kasparow gegen Hübner antreten. Da er seinen Spielerausweis im Hotel vergessen hatte, wurde ihm der Zutritt zum Spielsaal verwehrt. Ein türkischer Journalist lieh ihm seinen Presseausweis, und so erschien Kasparow als Olac Kahrmann rechtzeitig am Brett.
- Die türkischen Teilnehmer und Teilnehmerinnen mussten die Reisekosten nach Luzern selbst tragen.
- Uganda unterlag kampflos in der ersten Runde gegen Griechenland, weil das Team nach Lugano, nicht nach Luzern, gereist war.
- Mehrere Teilnehmer zeigten Solidarität mit Boris Gulko, indem sie einen grauen Pullover mit der Aufschrift „Gulko“ trugen. Gulko befand sich in diesen Wochen zusammen mit seiner Ehefrau im Hungerstreik, um seine Ausreise nach Israel zu erzwingen.

## Bilder und Weblinks
- 25th Chess Olympiad: Lucerne 1982 - Tournament review Nebst vielen Informationen gibt Olimpbase einen ausführlichen Überblick in englischer Sprache.